# 欧多克索斯陨击坑
欧多克索斯陨击坑(Eudoxus)是火星法厄同区的一座撞击坑，中心坐标位于南纬44.9度、西经147.5度处，直径98公里，其名称取自古希腊天文学家克尼多斯的欧多克索斯（公元前4世纪），1973年被国际天文联合会批准接受。
与欧多克索斯陨击坑最靠近的已命名陨坑是西面的依巴谷陨击坑，而其他稍远的则有东南方的南森陨击坑和东面的亚伦陨击坑。

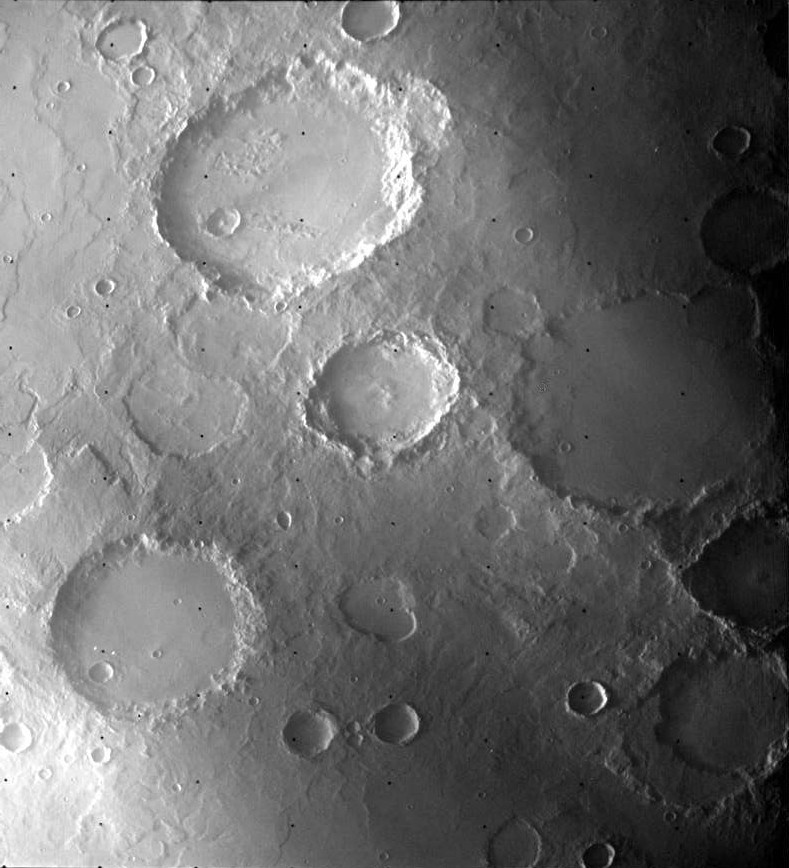
海盗1号轨道器拍摄的位于顶部的欧多克索斯陨击坑照片。
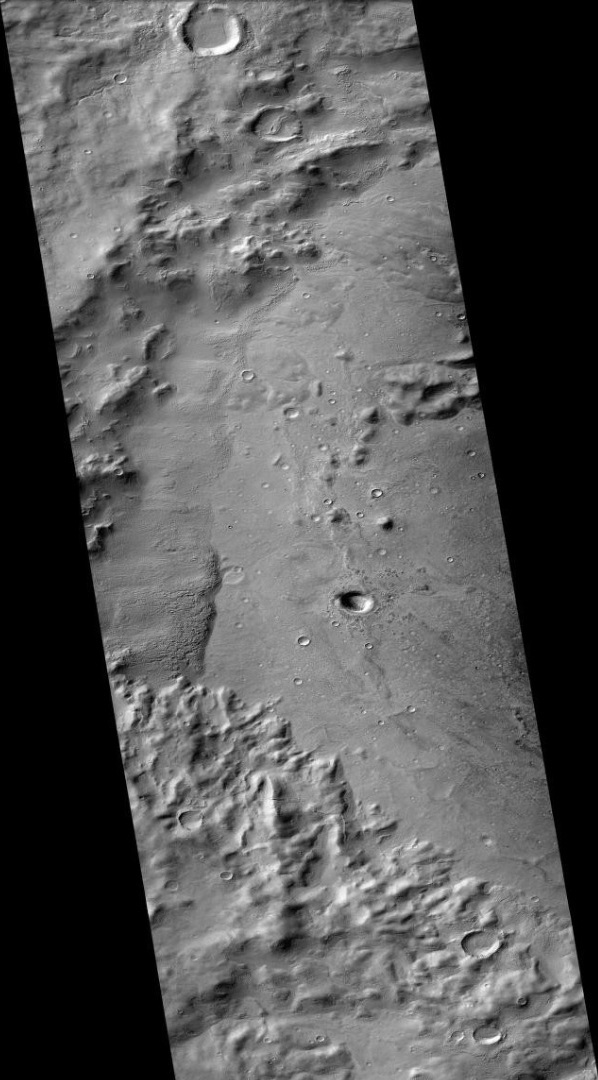
火星勘测轨道飞行器背景相机拍摄的欧多克索斯陨击坑西侧部分。
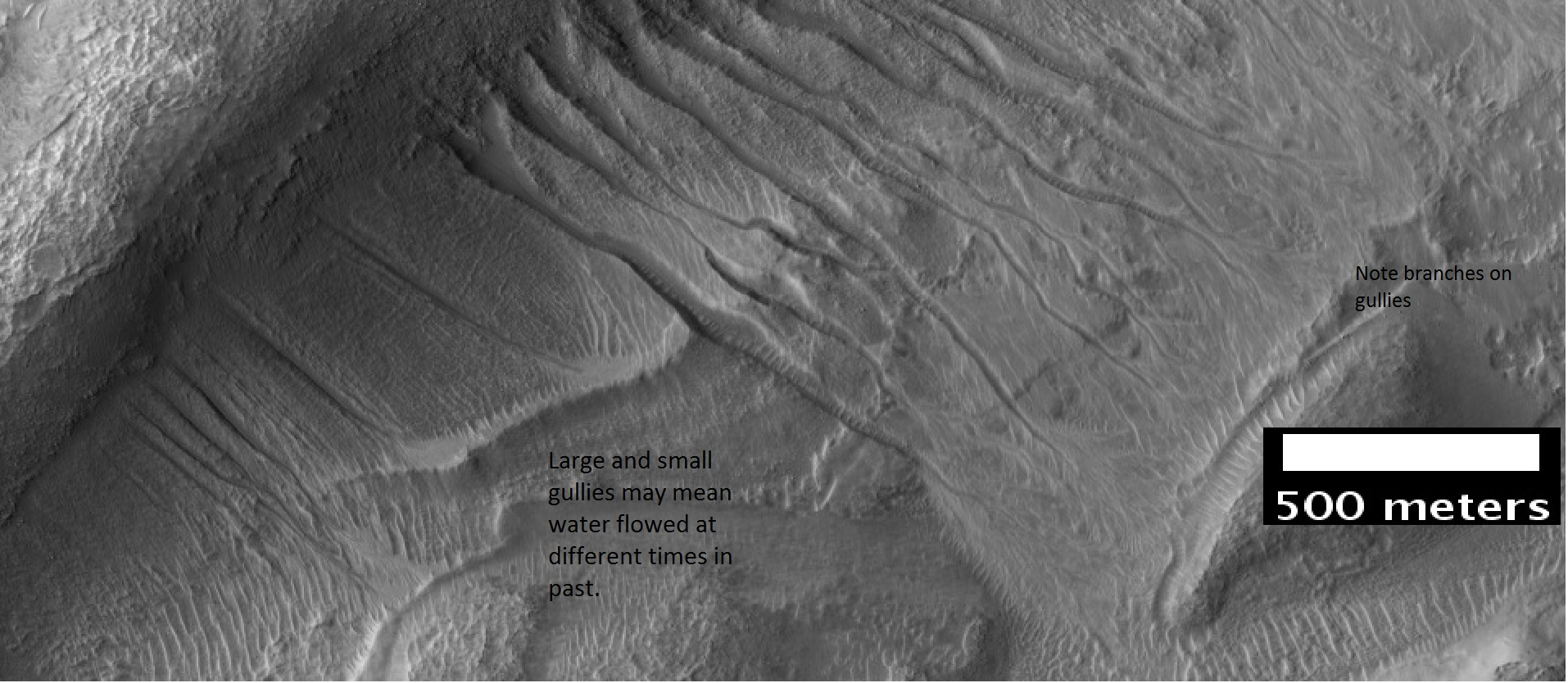
欧多克索斯陨击坑中的冲沟。

## 另请查看
- 火星撞击坑